# Сідней (Огайо)
Сідней (англ. Sidney) — місто (англ. city) в США, в окрузі Шелбі штату Огайо. Населення — 20 589 осіб (2020).

## Географія
Сідней розташований за координатами 40°17′22″ пн. ш. 84°10′0″ зх. д. / 40.28944° пн. ш. 84.16667° зх. д. (40.289527, -84.166729).  За даними Бюро перепису населення США в 2010 році місто мало площу 31,48 км², з яких 31,14 км² — суходіл та 0,34 км² — водойми.

## Демографія
Згідно з переписом 2010 року, у місті мешкало 21 229 осіб у 8344 домогосподарствах у складі 5577 родин. Густота населення становила 674 особи/км².  Було 9265 помешкань (294/км²).
Расовий склад населення:
| - 90,3 % — білих - 3,7 % — чорних або афроамериканців - 1,6 % — азіатів - 0,2 % — вихідців з тихоокеанських островів - 0,2 % — корінних американців |

До двох чи більше рас належало 3,3 %. Частка іспаномовних становила 2,2 % від усіх жителів.
За віковим діапазоном населення розподілялося таким чином: 27,2 % — особи молодші 18 років, 60,4 % — особи у віці 18—64 років, 12,4 % — особи у віці 65 років та старші. Медіана віку мешканця становила 36,1 року. На 100 осіб жіночої статі у місті припадало 96,4 чоловіків;  на 100 жінок у віці від 18 років та старших — 92,7 чоловіків також старших 18 років.
Середній дохід на одне домашнє господарство  становив 62 944 долари США (медіана — 45 435), а середній дохід на одну сім'ю — 76 626 доларів (медіана — 58 456). Медіана доходів становила 41 877 доларів для чоловіків та 31 859 доларів для жінок. За межею бідності перебувало 16,6 % осіб, у тому числі 23,8 % дітей у віці до 18 років та 9,4 % осіб у віці 65 років та старших.
Цивільне працевлаштоване населення становило 9718 осіб. Основні галузі зайнятості: виробництво — 31,7 %, освіта, охорона здоров'я та соціальна допомога — 18,6 %, роздрібна торгівля — 9,9 %, мистецтво, розваги та відпочинок — 8,9 %.